# Načetín (Kalek)
Načetín (německy Natschung) je vesnice v Krušných horách v okrese Chomutov. Stojí 15,5 kilometru severozápadně od Chomutova v nadmořské výšce okolo 740 metrů. Vznikla někdy před polovinou šestnáctého století jako hornická osada, ale těžbu surovin ukončila třicetiletá válka. Poté se většina obyvatel živila prací v lese, výrobou dřevěného zboží nebo hřebíků. Po druhé světové válce se vesnice téměř vylidnila, a změnila se v rekreační osadu, která je od roku 1961 částí obce Kalek. Na jižní okraj Načetína stavebně navazuje sousední Jindřichova Ves.

## Název
Vesnice svůj název získala podle potoka, který se původně jmenoval Načka. Toto jméno bylo převedeno do němčiny jako Natschung a poté zpět do češtiny. V historických pramenech se jméno vesnice vyskytuje ve tvarech: kus vody Wnaczke (1555), Welka Naczka (1564), Welka Nacžka (1565), Natzschung (1719), Natsching nebo Natschung (1787), Natschung (1846) a Vnače nebo Natschung (1886).

## Historie

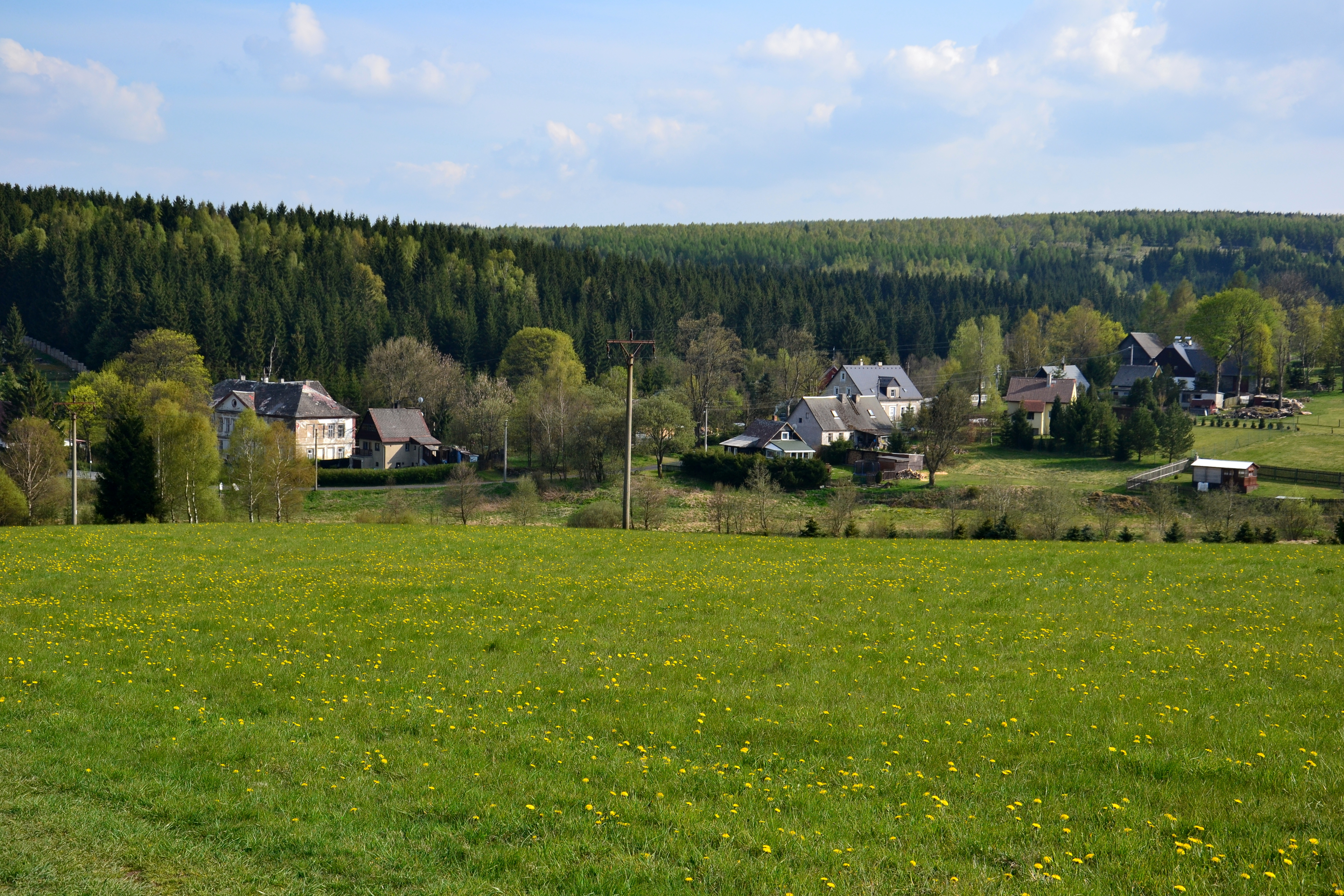
Domy podél silnice do Pohraniční

Jako pomístní jméno se Načetín objevuje v písemných pramenech roku 1507. První písemná zmínka o vesnici pochází z roku 1549, kdy je Jan z Veitmile uveden jako majitel Natzschkau. Roku 1564 je zmiňován mlýn Welka Naczka pojmenovaný podle potoka, u kterého stál. Načetín patřil k chomutovskému panství, které bylo roku 1594 zkonfiskována Jiřímu Popelovi z Lobkovic. Novým majitelem se stal roku 1605 Adam Hrzán z Harasova, který vesnici připojil k Červenému hrádku.
Až do třicetileté války se v okolí těžily rudy stříbra, cínu a mědi. Z průběhu války se zachovaly zprávy o roce 1632, kdy museli obyvatelé před vojskem uprchnout do lesů, a v roce 1640 vesnici vyplenilo švédské vojsko, které se utábořilo na vrchu Čihadlo. Ve druhé polovině sedmnáctého století se rozšířila výroba dřevěného zboží jako byly šindele, hračky, kuchyňské náčiní apod.
V roce 1685 byla v Načetíně na podnět dvorského rady Ondřeje Maiera postavena vysoká pec a další zařízení pro zpracování železné rudy, která se sem dodávala zejména z Mezilesí, ale i v Načetíně se ruda těžila v dole Jindřich. Vzhledem k problémům při dopravě rudy i výrobků byl celý železářský podnik roku 1749 uzavřen a přestěhován do sousedního Kalku. Další příčinou uzavření podniku byl nedostatek dřeva, přestože jinak obtížně dostupné a využitelné lesy byly původně důvodem k jeho založení. Na konci osmnáctého století se rozvinula také výroba hřebíků.
Významnou událostí byla v roce 1766 návštěva císaře Josefa II., při které byl v sousedním Kalku postaven malý lovecký zámek. Nepříznivým obdobím se stala sedmiletá válka (1756–1763), kdy museli vesničané zásobovat vojska, která tudy opakovaně procházela.
Roku 1817 založil hrabě Jiří František August Buquoy, majitel červenohrádeckého panství, u Nového Domu sklárnu. Její součástí byl parní stroj, v jehož kotli se topilo rašelinou z okolních rašelinišť. Stroj čerpal vodu určenou k pohonu stoupy na drcení surovin. Podnik krátce po svém otevření zaměstnával pět set lidí, ale už roku 1818 vyhořel a zanikl. Před polovinou devatenáctého století měl Načetín asi 540 obyvatel a byly v něm tři hostince, tři mlýny a celní úřad. Lidé se živili prací v lese, chovem dobytka a někteří si stále přivydělávali výrobou dřevěných hraček a zboží pro domácnost. Kromě toho ve vesnici pracovali dva pekaři, dva podkováři, dva ševci, řezník, uhlíř, mlynář, krejčí, tkadlec, tesař a dva hřebíkářští mistři. Mnoho dalších hřebíkářů zaměstnávala Rauscherova továrna.
Před druhou světovou válkou byli v Načetíně pouze čtyři příslušníci finanční stráže, kteří měli také za úkol ostrahu hranice. Ve druhé polovině třicátých let dvacátého století stále častěji docházelo k incidentům spojeným se Sudetoněmeckou stranou, a proto byla roku 1938 finanční stráž posílena o příslušníky Stráže obrany státu. Ve stejném roce byla do vesnice zavedena elektřina. V prosinci roku 1944 byl pod velením organizace Todt zřízen pracovní tábor pro muže, kteří byli ubytováni ve dvou hostincích a pracovali v lese. K osvobození došlo 5. května 1945, kdy německé jednotky bez boje ustoupily před projíždějícími ruskými vojáky.
Po vysídlení Němců z Československa poklesl počet obyvatel na sedminu předválečného stavu a dále klesal až do počátku devadesátých led dvacátého století, a vesnice se změnila na rekreační osadu.

## Přírodní poměry

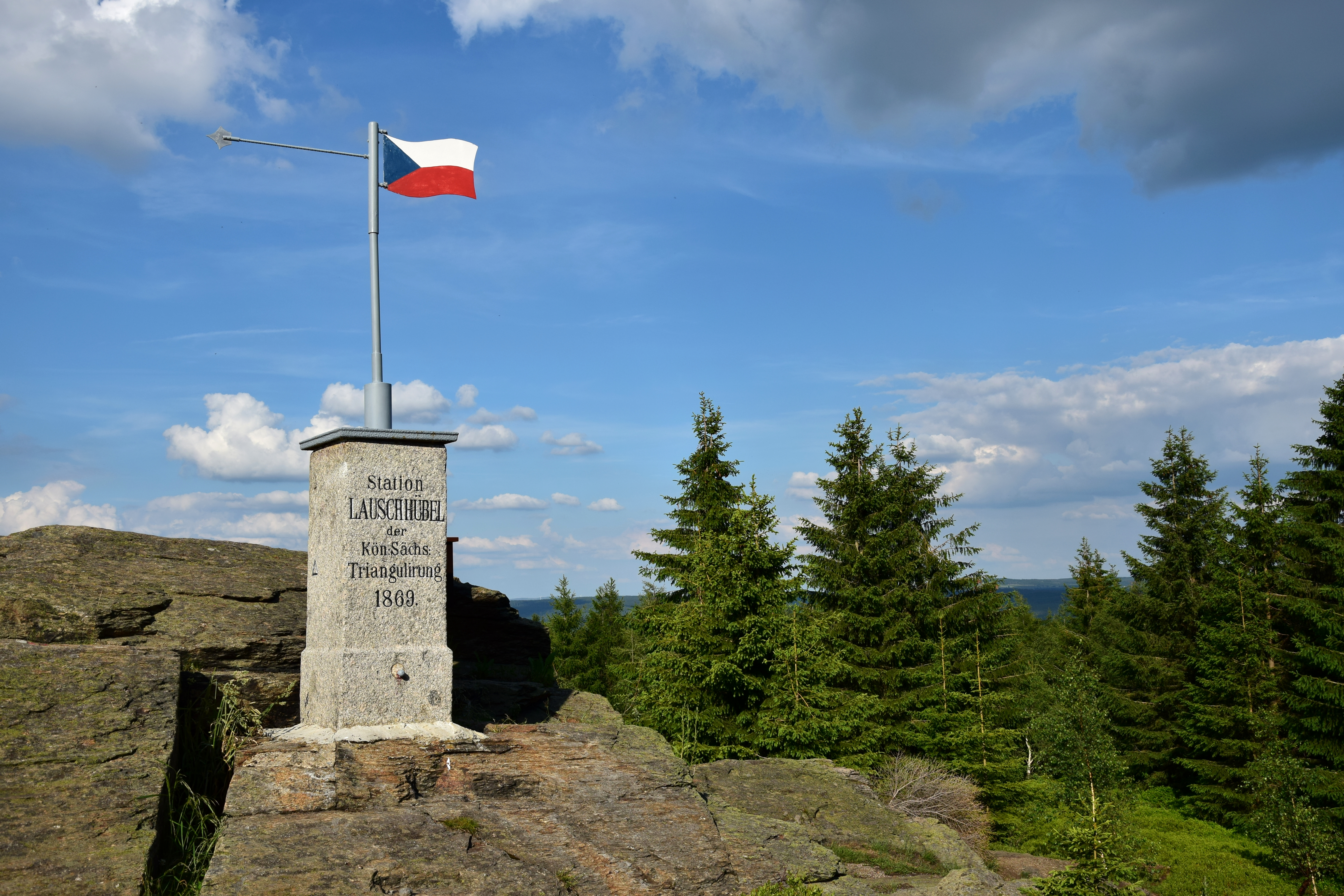
Triangulační bod na Čihadle

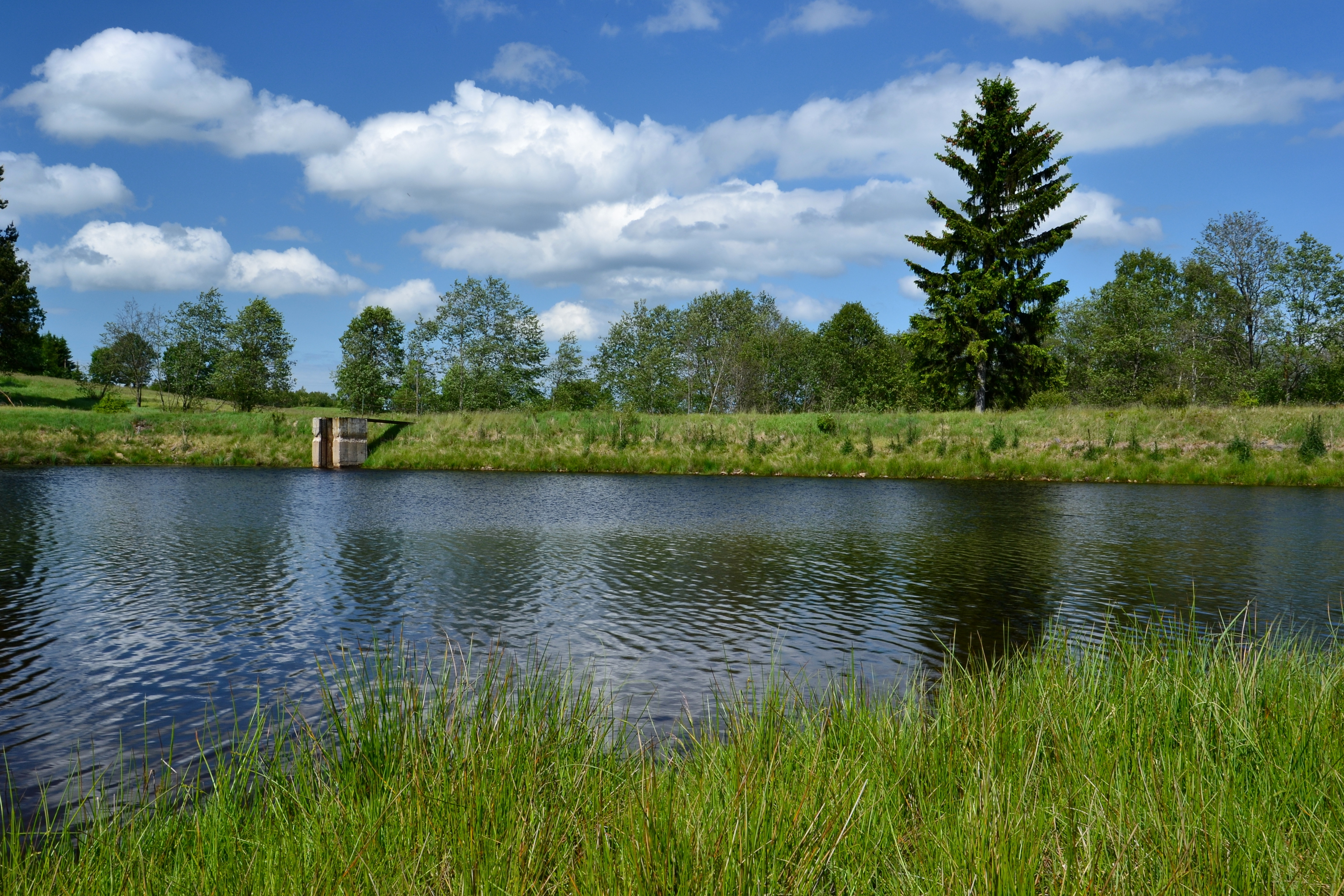
Načetínský rybník

Načetín stojí v katastrálním území Načetín u Kalku s rozlohou 14,01 km² a Načetín s rozlohou 8,61 km², ve kterém se nacházela zaniklá vesnice Kienhaid označovaná jako Načetín I. V katastrálním území Načetín u Kalku leží i Jindřichova Ves.
Geologické podloží tvoří předvariské intruzivní horniny a horniny neznámého stáří, které jsou často deformované a metamorfované. Zastupují je různé druhy metagranitů až metagranodioritů a ortoruly. S nimi se složitě střídají prekambrické horniny zastoupené dvojslídnými a biotitickými rulami. Na vrcholu Čihadla vystupuje z muskovit-biotitických pararul deskovité těleso okaté muskovit-biotitické ortoruly a východně od vrcholu je patrný skeletový výchoz neovulkanitu. Na jihovýchodním úbočí vrchu oddělujícího Načetín od Kalku se nachází opuštěné lomy, v nichž se v souvislosti s rozvojem hornictví v sedmnáctém století těžil křemen, využívaný v kaleckých železárnách. Mocnost silicitů v okolí dosahuje řádově metrů až desítek metrů. Místy jsou v křemeni uzavřené silně rozložené živce z okolních, zcela alterovaných ortorul.
V geomorfologickém členění Česka oblast leží v geomorfologickém celku Krušné hory a podcelku Loučenská hornatina. Větší část spadá do okrsku Rudolická hornatina, ale jižní část patří do Přísečnické hornatiny. Hranice mezi oběma okrsky vede od Starého rybníka k pramenům Načetínského potoka. Nejvyššími body jsou Jelení vrch (858 metrů) v jižní části a Čihadlo (842 metrů) v severní části území, zatímco nejnižší místo se nachází u Načetínského potoka na severozápadním okraji Kalku. Samotná vesnice stojí ve výšce okolo 740 metrů. Skalní suk na Čihadle převyšuje okolí a umožňuje rozhled po parovině vrcholové části Krušných hor.
Z půdních typů převažuje podzol kambický, ale v západní části údolí Načetínského potoka a okolo myslivny Nový Dům se vyvinul glej histický. Na jižním úbočí Jeleního vrchu a na území Novodomského rašeliniště se vyskytuje rašelina.
Největšími tok jsou Načetínský potok a Černá, která teče jako hraniční tok na severozápadě. Do Načetínského potoka se vlévá drobný Jindřichoveský potok, který sloužil jako zdroj pitné vody a energetický zdroj v Rauscherově hřebíkárně. Posiloval také mlýnské náhony napájené Načetínským potokem. Vodu Načetínského potoka shromažďuje Načetínský rybník, do kterého přitéká také bezejmenný potok z Červeného rybníka. Třetí rybník se nachází na severozápadním okraji vesnice.
Velká část katastrálního území Načetín je chráněna jako přírodní rezervace Prameniště Chomutovky, která také zahrnuje zrušenou přírodní rezervaci Bučina na Kienhaidě. Jihozápadní část katastrálního území Načetín u Kalku zasahuje do přírodního parku Bezručovo údolí a do národní přírodní rezervace Novodomské rašeliniště.

## Obyvatelstvo
Při sčítání lidu v roce 1921 žilo v místní části Načetín, 2. díl 520 obyvatel (z toho 243 mužů), z nichž byli tři Čechoslováci, 513 Němců a čtyři cizinci. Kromě čtyř evangelíků patřili k římskokatolické církvi. V místní části Načetín, 1. díl, která však v roce 1921 patřila ke Kienhaidě, žili čtyři obyvatelé (z toho tři muži) německé národnosti a římskokatolického vyznání. Při dalším sčítání lidu z roku 1930 se již obě části nerozlišovaly. Podle něj měla vesnice 470 obyvatel: pět Čechoslováků, 461 Němců a čtyři cizince. S výjimkou devíti lidí bez vyznání a šestnácti evangelíků se hlásili k římskokatolické církvi.
|                                                                     | 1869 | 1880 | 1890 | 1900 | 1910 | 1921 | 1930 | 1950 | 1961 | 1970 | 1980 | 1991 | 2001 | 2011 | 2021 |
| ------------------------------------------------------------------- | ---- | ---- | ---- | ---- | ---- | ---- | ---- | ---- | ---- | ---- | ---- | ---- | ---- | ---- | ---- |
| Obyvatelé                                                           | 642  | 698  | 625  | 661  | 643  | 524  | 470  | 71   | 51   | 31   | 25   | 11   | 37   | 33   | 46   |
| Domy                                                                | 61   | 70   | 71   | 68   | 70   | 72   | 71   | 73   | —    | 9    | 9    | 5    | 15   | 10   | 32   |
| Počet domů z roku 1961 je zahrnut v celkovém počtu domů obce Kalek. |      |      |      |      |      |      |      |      |      |      |      |      |      |      |      |

## Obecní správa

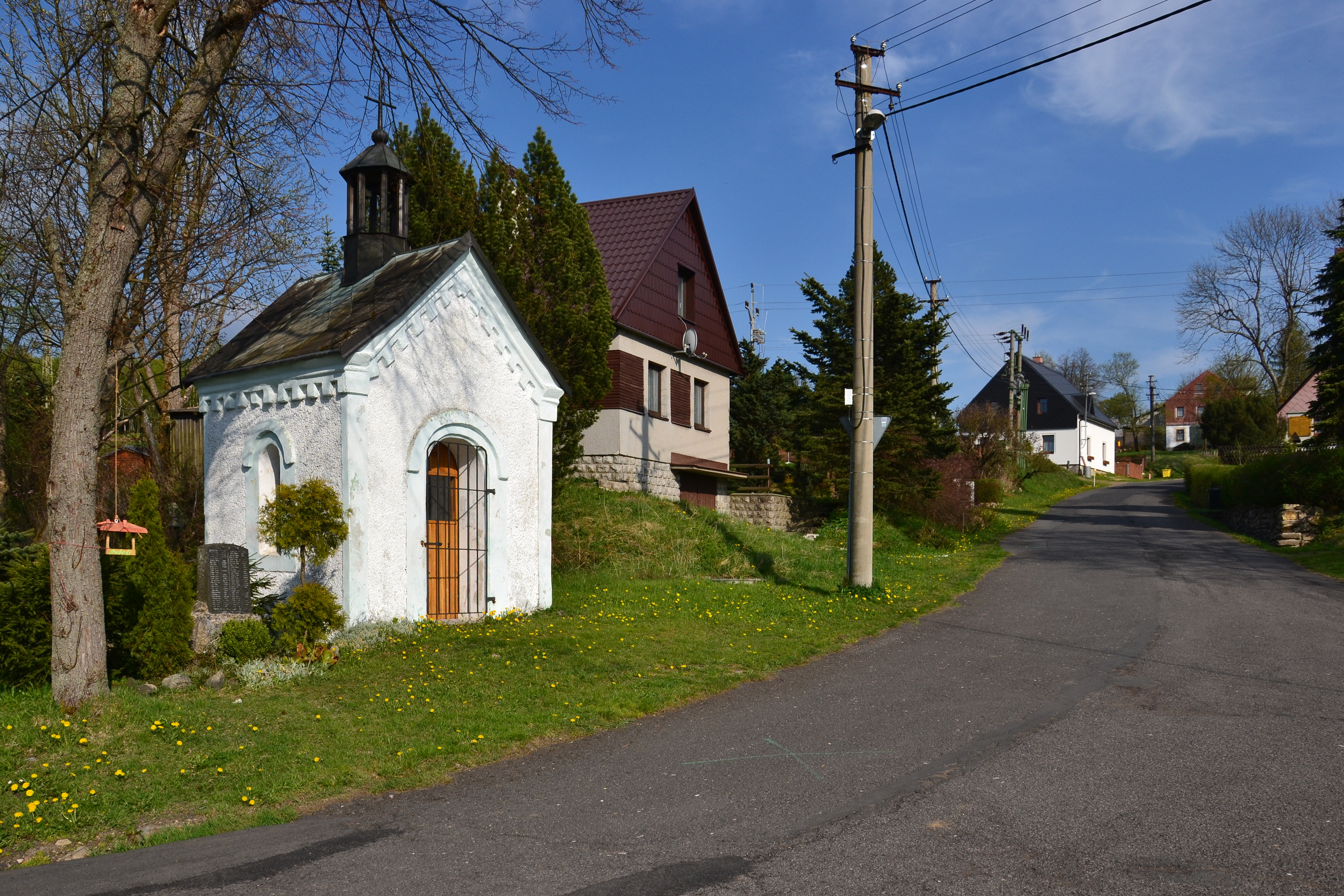
Kaple

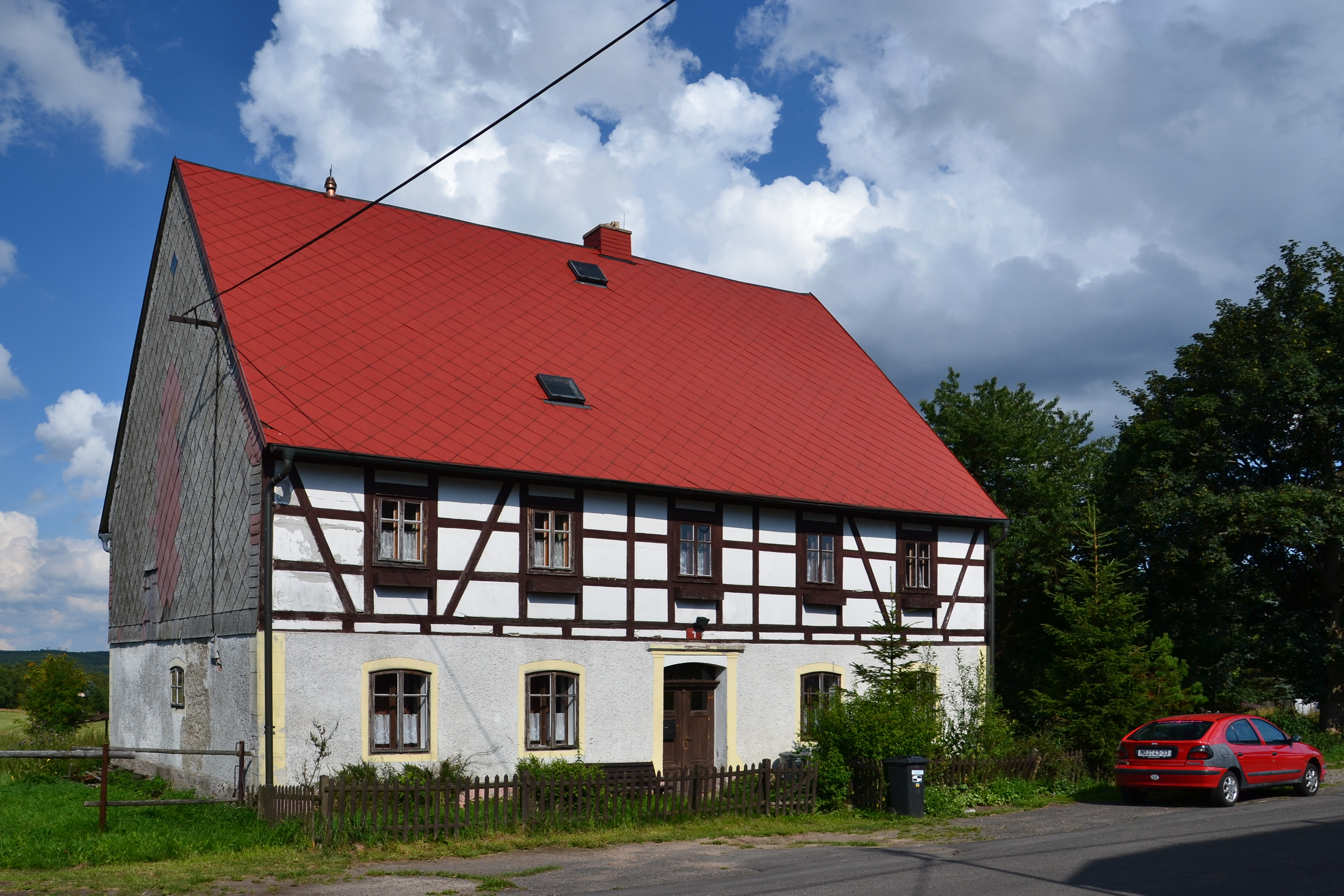
Památkově chráněný dům čp. 1

Po zrušení poddanství se Načetín stal samostatnou obcí. V letech 1869 a 1880 je uváděn jako součást Kalku, ale později se osamostatnil a jako osada k němu patřila Jindřichova Ves. Obě vesnice se od roku 1961 staly součástí Kalku. K Načetínu také jako základní sídelní jednotka Načetín I patří zaniklá vesnice Kienhaid.

### Výsledky komunálních voleb
Dne 22. května 1938 se konaly volby do obecních zastupitelstev. Z rozdělených 532 hlasů v Načetíně získaly 309 hlasů Sudetoněmecká strana a 223 hlasů Německá sociální demokracie.

## Doprava
Načetínem vede silnice třetí třídy č. 25211 z Boleboře přes Kalek k hraničnímu přechodu u Hory Svatého Šebestiána, ze které odbočuje silnice III/25213 do Jindřichovy Vsi. Poblíž odbočky se nachází zastávka autobusové linkové dopravy. Nejbližší pravidelně obsluhovaná železniční zastávka je Chomutov zastávka na trati Ústí nad Labem – Chomutov. Vesnicí nevede žádná turisticky značená trasa, ale po silnici je značena cyklotrasa č. 23 v úseku mezi vodní nádrží Přísečnice a Novou Vsí v Horách.

## Školství
Škola byla v Načetíně otevřena až v roce 1851, ale první rok se v ní učilo jen přes zimu. V roce 1861 byl na jednotřídní školu upraven dům čp. 48, ale protože nestačil počtu žáků, byla v letech 1874–1878 postavena nová škola, která měla roku 1881 čtyři třídy. Česká škola byla otevřena v roce 1927 a chodily do ní děti z Jindřichovy Vsi, Kalku a Kienhaidy.

## Pamětihodnosti

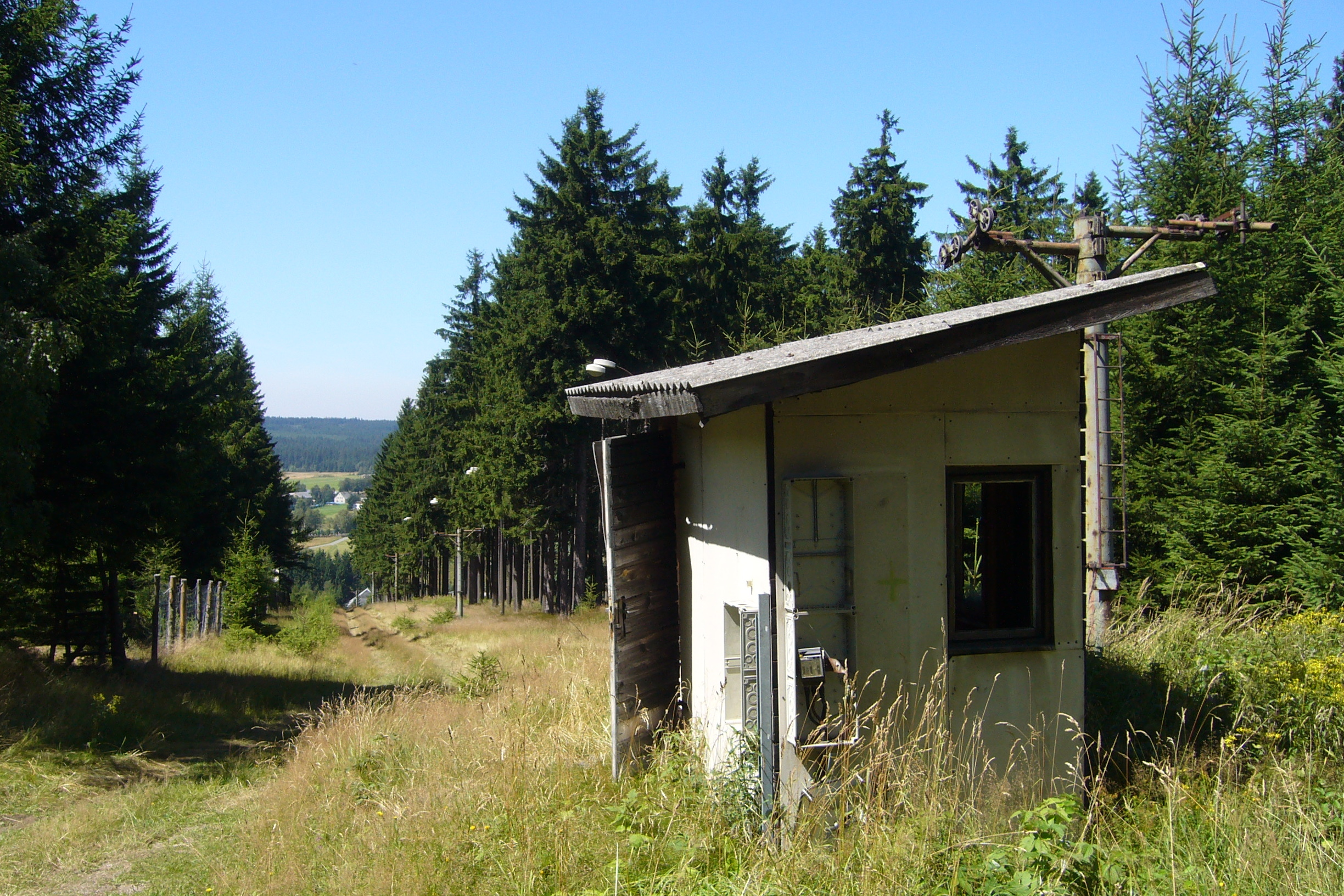
Zchátralý lyžařský vlek na západním úbočí Čihadla

U odbočky k Jindřichově Vsi stojí kaple z roku 1868 s barokní Kalvárií. Během druhé poloviny dvacátého století chátrala, ale v letech 1997–1997 proběhla její rekonstrukce na náklady načetínského rodáka Erwina Siegerta, který patřil k původním obyvatelům vsi vysídleným po druhé světové válce. Původně byla zasvěcena Matce Boží, ale po opravě byla v roce 1997 zasvěcena svatému Hubertovi. Na samém okraji vesnice, v těsném sousedství Jindřichovy Vsi, stojí památkově chráněná hrázděná venkovská usedlost čp. 1. Dům má zděné přízemí se segmentově zaklenutými okny. Patro je hrázděné. Jeden ze štítů je krytý šindelem, zatímco druhý pokrývá střešní krytina.
Ve střední části vesnice stojí velká patrová budova obdélníkového půdorysu se sedlovou střechou a středovým rizalitem. Původně byla zámečkem, který nechali vystavět Lobkovicové v klasicistním slohu. Po roce 1923 v něm obec Kalek nechala zřídit školu o jedné společné třídě a divadelní sál v patře, který se v roce 1952 propadl. Po roce 1961 byly v budově zřízeny obecní byty.[zdroj?]